# Harry Baur
Harry Baur, pseudonimo di Henri Marie Rodolphe Baur (Parigi, 12 aprile 1880 – Parigi, 8 aprile 1943), è stato un attore francese.

## Biografia

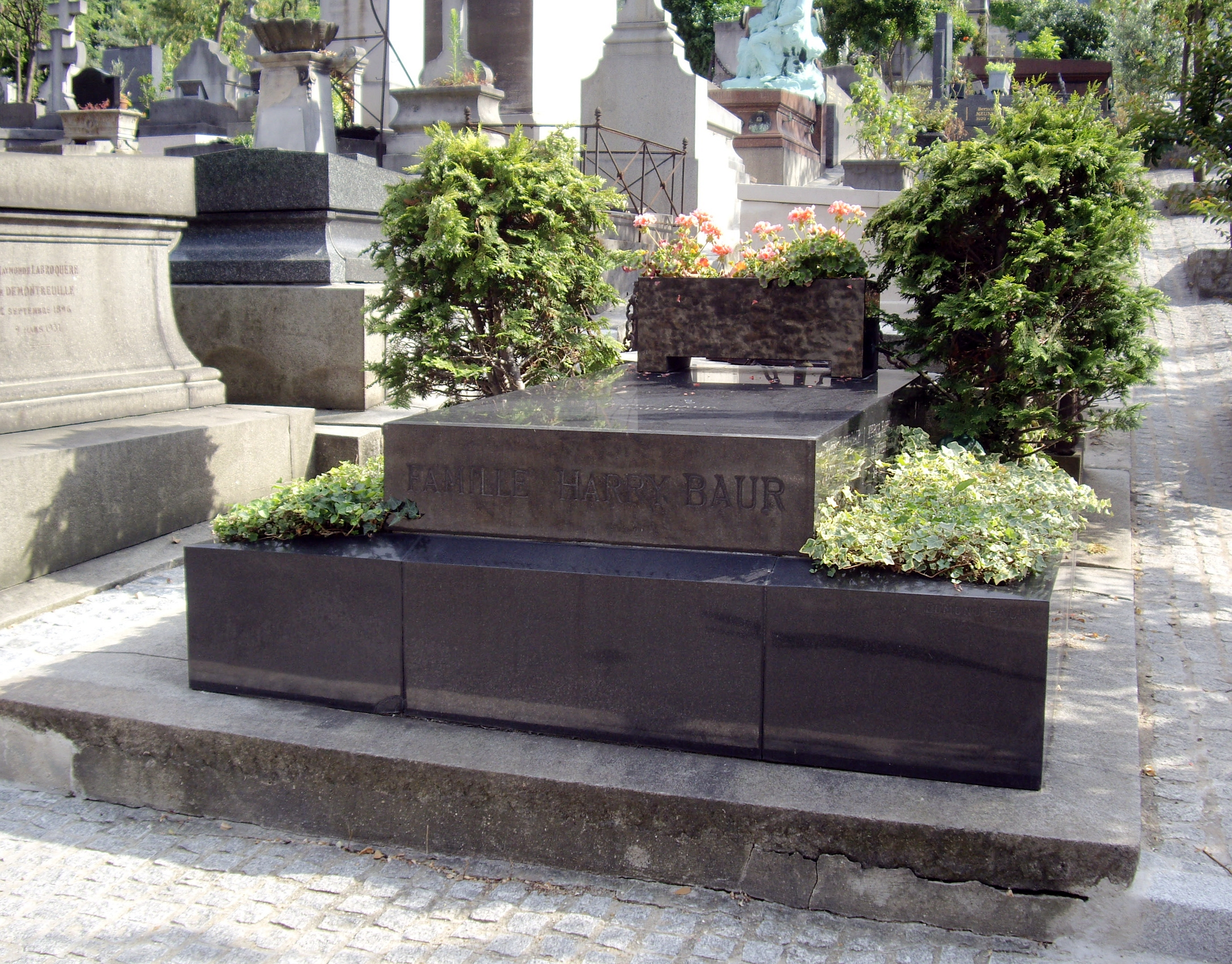
Tomba di Harry Baur, cimitero Saint-Vincent, Parigi

Era il figlio di Meinrad Baur, un orologiaio alsaziano, e di Marie Imblon, nativa della Lorena.
Tra i più importanti attori francesi negli anni venti e anni trenta, Harry Baur nacque da una famiglia alsaziana trasferitasi a Marsiglia, dove studiò ottenendo un primo premio al Conservatorio e allontanandosi così dalla carriera di ufficiale della marina mercantile gradita a suo padre.
Iniziò quindi la sua carriera teatrale nel 1904 e, nonostante alcune apparizioni in film muti, fino all'avvento dei sonoro preferì dedicarsi al teatro, debuttando a Parigi nel Grand Guignol (1904) e proseguendo alla Comédie Mondaine, al Palais-Royal e al Théâtre Michel.
Temperamento sanguigno di grande istrione, portato all'enfasi, trovò sul palcoscenico le occasioni migliori con Marcel Pagnol, in Jazz (1926) e Fanny (1931).
Affiancò Sarah Bernhardt nel film La Voyante (1923), sospeso per la morte della celebre attrice, ma divenne famoso soprattutto interpretando personaggi come Maigret, Jean Valjean, Erode, Beethoven, Volpone, Rasputin e Taras Bulba.
La svolta nella sua carriera avvenne all'inizio degli anni trenta quando conobbe Julien Duvivier: con lui cominciò una collaborazione grazie alla quale divenne una delle figure più significative del cinema francese contemporaneo, dedicandosi da questo momento quasi esclusivamente al cinema. Tra gli altri registi, venne diretto da Pierre Chenal, Raymond Bernard, Maurice Tourneur, Abel Gance, Christian-Jaque, Marcel L'Herbier e Jacques de Baroncelli.
Cinquantenne, interpretò soprattutto ruoli di uomini maturi caratterizzati da una complessa personalità, spesso vincitori nelle vicende della vita. In questo senso ricevette molti consensi per la parte del finanziere tradito dalla moglie in Sansone (1936) di Maurice Tourneur, adattato da un dramma di Henri Bernstein. Con lo stesso regista, diede una prova del suo talento di derivazione teatrale in L'avventuriero di Venezia (1941).
Tra le altre sue interpretazioni, si ricordano quella de I miserabili (1934) di Raymond Bernard, nella parte del protagonista Jean Valjean, Delitto e castigo (1935) di Pierre Chenal, dove fu l'accanito e insinuante commissario, Un grande amore di Beethoven (1935) di Abel Gance, nel ruolo del compositore. Da menzionare anche i film girati con Julien Duvivier, da La beffa della vita (1931), nel ruolo di un banchiere ebreo, potente e ricco ma alla fine vittima dei suoi sentimenti, a I cavalieri della morte (1931), da Pel di carota (1932) dove diede vita a una bellissima figura paterna, a Il delitto della villa (1933). Seguiranno Golgota (1935), Il golem (1936) e Carnet di ballo (1937).
Nel 1942 si recò in Germania per girare un film del regista Hans Bertram, Sinfonia tragica. Dopo alcune settimane, a Parigi, venne arrestata la moglie, ebrea, a seguito di una perquisizione nella casa dell'attore, sospettata di impegnarsi in attività anti-naziste in Francia. Contemporaneamente Baur fu arrestato a Berlino e torturato. Trasferito in Francia nel 1943, morì pochi giorni dopo il rilascio.
Disse di lui il regista Julien Duvivier: «Ho sempre provato la più viva simpatia per le persone dal brutto carattere. Forse la stessa cosa valeva per Harry Baur. D’altronde, se si amava il mestiere, non si poteva non amare Harry Baur. La sua intelligenza era grande, penetrante. La sua cultura non era mai in difetto. Aveva un ammirevole senso del teatro. Le sue osservazioni, i suoi giudizi, le sue critiche erano sempre pertinenti. […] Baur mi ha sempre sorpreso. Aveva degli accenti inattesi, delle espressioni di un’assoluta originalità».

## Filmografia parziale
- Shylock, regia di Henri Desfontaines (1912) - cortometraggio
- Chignon d'or, regia di André Hugon (1916)
- La beffa della vita (David Golder), regia di Julien Duvivier (1931)
- Pel di carota (Poil de carotte), regia di Julien Duvivier (1932)
- Il delitto della villa (La Tête d'un homme), regia di Julien Duvivier (1933)
- L'uomo senza tramonto (Cette vieille canaille), regia di Anatole Litvak (1933)
- I miserabili (Les Misérables), regia di Raymond Bernard (1934)
- Golgota (Golgotha), regia di Julien Duvivier (1935)
- Delitto e castigo (Crime et Châtiment), regia di Pierre Chenal (1935)
- Nitchevo, regia di Jacques de Baroncelli (1936)
- Sansone (Samson), regia di Maurice Tourneur (1936)
- Taras Bulba (Tarass Boulba), regia di Alexis Granowsky (1936)
- Carnet di ballo (Un carnet de bal), regia di Julien Duvivier (1937)
- Il capitano Mollenard (Mollenard), regia di Robert Siodmak (1938)
- L'avventuriero di Venezia (Volpone), regia di Maurice Tourneur (1941)
- L'assassinio di Papà Natale (L'assassinat du Père Noël), regia di Christian-Jaque (1941)